# Eric Angle
Eric Angle (born August 8, 1967) (nascido em 8 de agosto de 1967) é um lutador de wrestling profissional, melhor conhecido por ser irmão mais velho de Kurt Angle. Ele já trabalhou com o seu irmão em algumas storylines ocasionais na WWE. Eric Angle também já trabalhou em algumas promoções independentes na zona de Pittsburgh, Pensilvânia. Nunca venceu nenhum campeonato, tendo apenas sido ranqueado como #253 durante a PWI 500 de 2001.